# Automata I
Automata I è l'ottavo album in studio del gruppo musicale statunitense Between the Buried and Me, pubblicato il 9 marzo 2018 dalla Sumerian Records.

## Descrizione
Si tratta della prima pubblicazione del gruppo a seguito della firma con la Sumerian e rappresenta la prima parte di un doppio concept album. La scelta di dividere il progetto in due parti è stato spiegato dal cantante e tastierista Tommy Giles Rogers, Jr.:

## Promozione
Per anticipare l'uscita del disco, il gruppo ha pubblicato i videoclip del brano d'apertura Condemned to the Gallows e Millions, resi disponibili attraverso il canale YouTube della Sumerian rispettivamente il 19 gennaio e l'8 marzo.
Tra il 2 marzo e il 7 aprile 2018 i Between the Buried and Me hanno promosso l'album intraprendendo una tournée negli Stati Uniti d'America supportati dai The Dear Hunter e dai Leprous.
Nel 2019 Condemned to the Gallows ha ricevuto una candidatura alla 61ª edizione dei Grammy Award nella categoria Miglior interpretazione metal.

## Tracce
Testi e musiche dei Between the Buried and Me.
1. Condemned to the Gallows – 6:35
2. House Organ – 3:41
3. Yellow Eyes – 8:45
4. Millions – 4:44
5. Gold Distance – 1:02
6. Blot – 10:27

## Formazione
Gruppo
- Dan Briggs – basso, tastiera, pianoforte
- Blake Richardson – batteria
- Tommy Rogers – voce, tastiera, pianoforte
- Paul Waggoner – chitarra
- Dustie Waring – chitarra

Altri musicisti
- Cameron MacManus – trombone, sassofono baritono
- Jonathan Wiseman – tromba

Produzione
- Between the Buried and Me – produzione
- Jamie King – produzione, ingegneria del suono, registrazione batteria e pianoforte
- Kris Hilbert – registrazione batteria e pianoforte
- Jens Bogren – missaggio, mastering

## Classifiche
| Classifica (2018)         | Posizione massima |
| ------------------------- | ----------------- |
| Stati Uniti               | 35                |
| Stati Uniti (hard rock)   | 4                 |
| Stati Uniti (independent) | 1                 |
| Stati Uniti (rock)        | 7                 |
| Stati Uniti (tastemaker)  | 10                |
| Svizzera                  | 88                |